# 서울금나래초등학교
서울금나래초등학교는 대한민국 서울특별시 금천구에 있는 공립 초등학교이다.

## 연혁
- 2017년 3월 1일 : 개교

## 참고 자료
- 서울금나래초등학교 - 한국교육학술정보원 학교알리미